# Neumarkt-Sankt Veit

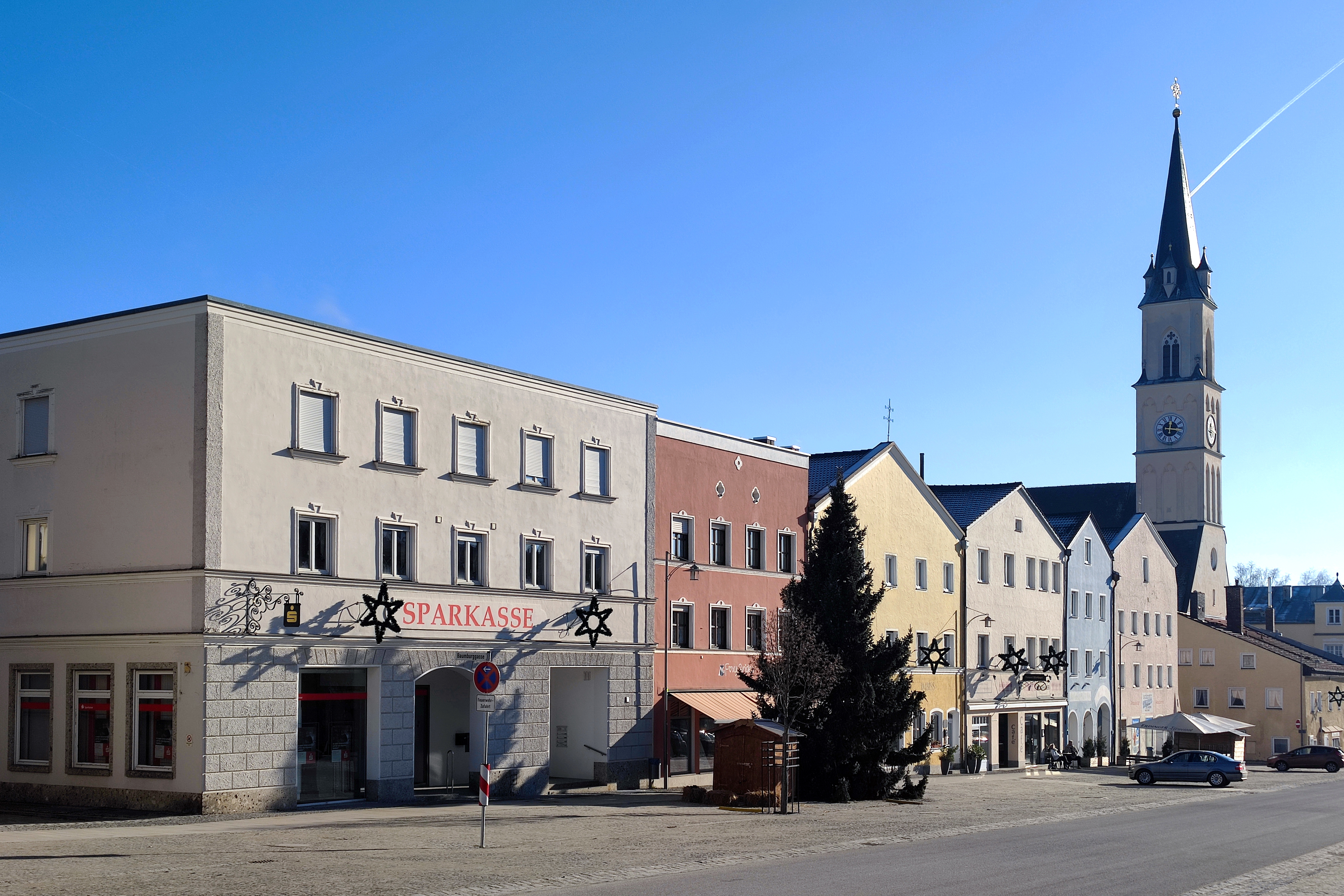
Der Stadtplatz

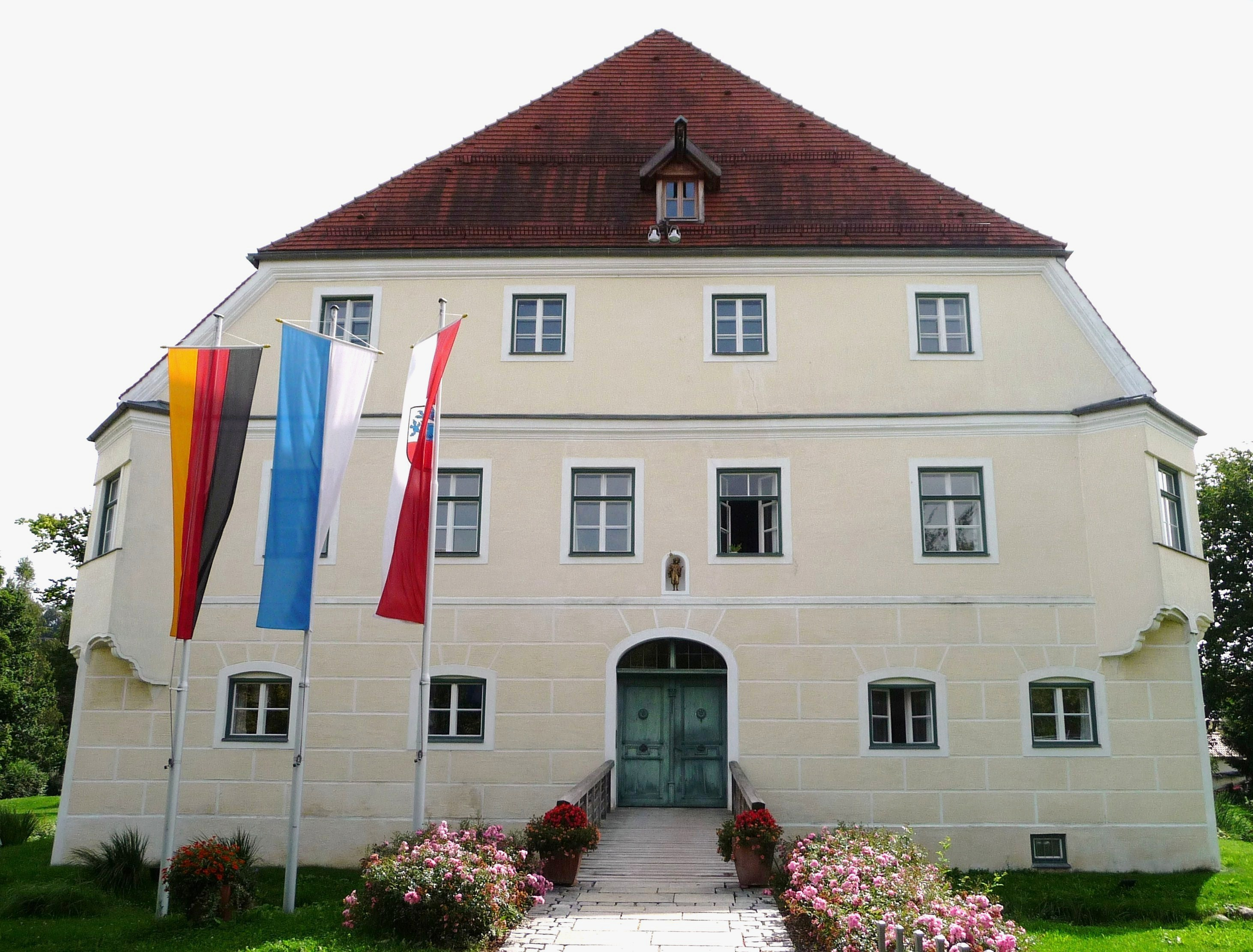
Das Rathaus

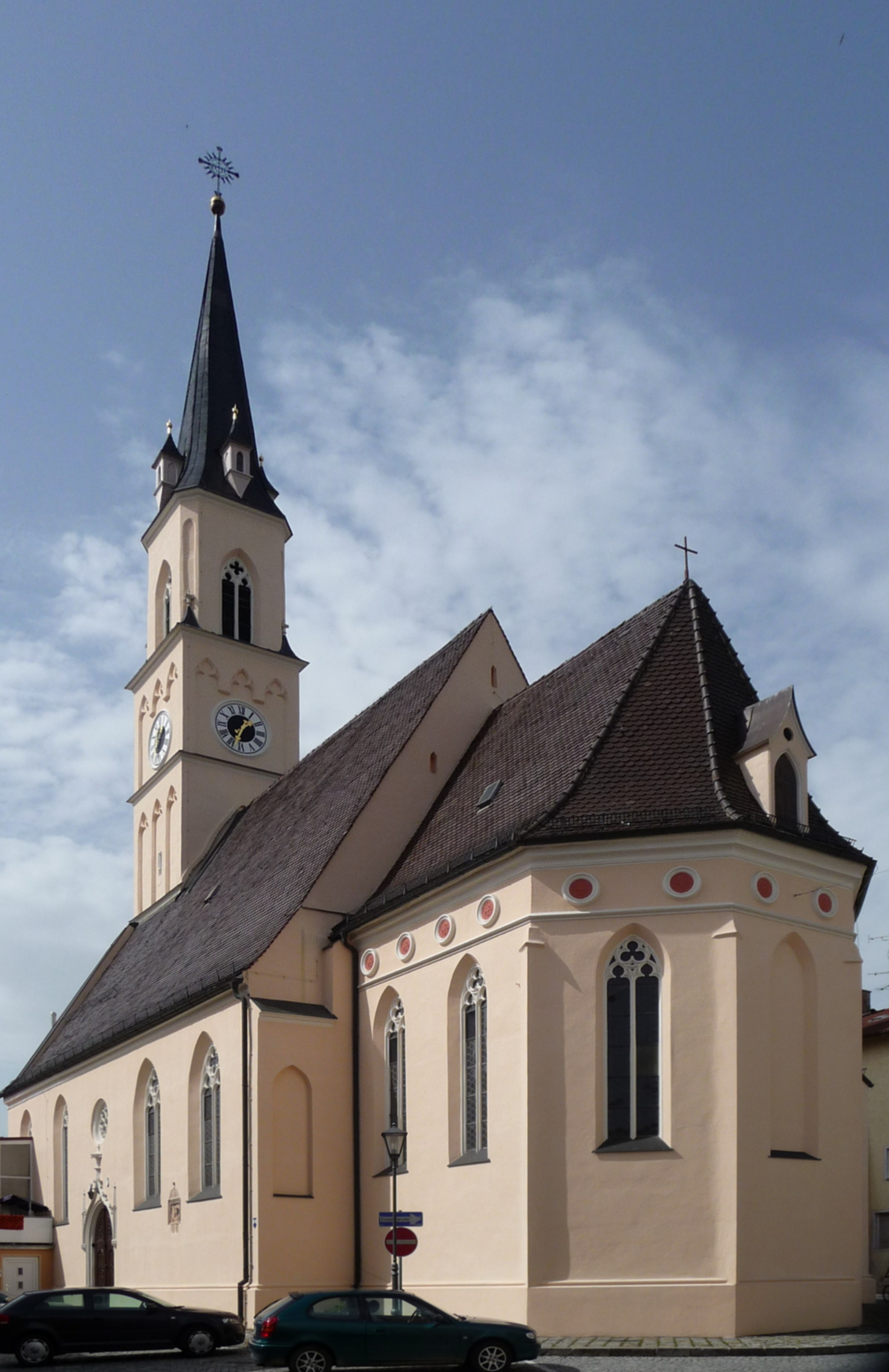
Die Johanneskirche

Neumarkt-Sankt Veit (ⓘ, bis 1934 Neumarkt an der Rott) ist eine Stadt im oberbayerischen Landkreis Mühldorf am Inn.

## Geographie

### Lage
Die Stadt liegt an der Rott, ca. 85 Kilometer östlich der Landeshauptstadt München und 35 Kilometer südöstlich von Landshut.

### Gemeindegliederung
Die Stadtgemeinde hat 95 Gemeindeteile:
- Aich
- Altenmarkt
- Altersberg
- Angelsberg
- Berg
- Bernloh
- Blindenhaselbach
- Brabelsberg
- Bubing
- Buch
- Buchet
- Dachsberg
- Dörfl
- Edengrub
- Ehegarten
- Eitlhub
- Elsenbach
- Feichten
- Fischeck
- Fraßbach
- Frauenhaselbach
- Furth
- Giglberg
- Gmain
- Göttenberg
- Grafing
- Großgrötzing
- Großkirchstetten
- Großsteinberg
- Großthalham
- Grusberg
- Haberg
- Hafenöd
- Hausleiten
- Hausröcklmühl
- Herrnreit
- Hickersöd
- Himmelsberg
- Höcken
- Hofthambach
- Höllthal
- Hönning
- Hörbering
- Hötzing
- Hundham
- Hungeröd
- Imming
- Kager
- Kai
- Kalteneck
- Kindhofen
- Kinning
- Kleingrötzing
- Kleinkirchstetten
- Kleinsteinberg
- Kumpfmühle
- Künzen
- Kurthambach
- Lamprechten
- Lehmbach
- Leonberg
- Lex am Holz
- Linden
- Mayerhof
- Mitterbruckloh
- Möselsberg
- Neumarkt-Sankt Veit
- Niedermosen
- Oberbruckloh
- Obergauling
- Obermosen
- Oberndorf
- Oberwiesbach
- Piering
- Plachenberg
- Reiser
- Reißlsberg
- Reith
- Rott
- Sägmühle
- Sankt Lorenz
- Staudach
- Stein
- Stetten
- Straß
- Teising
- Thannengrub
- Unterbruckloh
- Untergauling
- Unterwiesbach
- Waltersberg
- Weibach
- Weiher
- Wolfsberg
- Zeiler

## Geschichte

### Bis zur Gemeindegründung
Neumarkt wurde am 14. August 1269 vom niederbayerischen Herzog Heinrich dem XIII. gegründet. Ab 1366 besaß der Ort ein Marktgericht mit weitgehenden Eigenrechten. Im Jahre 1369 ließ der Landshuter Herzog den Sitz der Landrichters und Pflegers für den neuen Landgerichtsbezirk Neumarkt im späteren Schloss Adlstein einrichten. Das namensgebende Benediktiner-Kloster St. Veit, das hier eine geschlossene Hofmark besaß, wurde 1121 von Edler Dietmar von Lungau zuerst im nahegelegenen Ort Elsenbach gegründet und 1171 auf den Vitusberg über Rott verlegt, im Jahre 1802 erfolgte die Auflösung. Das herzogliche Landgericht bestand bis zu Beginn des 19. Jahrhunderts.
Im Jahre 1803 wurde im Zuge der Verwaltungsneugliederung Bayerns ein neues, kurfürstlich-bayrisches Landgericht eingerichtet. 1862 wurden die Verwaltungsaufgaben aus diesem herausgelöst und dem Bezirksamt Mühldorf übertragen. Das verbleibende Landgericht wurde in den späteren 1860er Jahren in Amtsgericht umbenannt, das bis 1970 Bestand hatte. Am 1. Mai 1920 wurden die Gemeinden St. Veit und Wolfsberg zur neuen Gemeinde Wolfsberg-St. Veit zusammengeschlossen. Am 1. April 1934 wurde diese mit Neumarkt vereinigt. Seitdem trägt die so entstandene Gemeinde den Namen Neumarkt-Sankt Veit.

### Stadt
Am 27. Mai 1956 erhielt der Ort das Stadtrecht. Seit dem 1. Januar 1978 besteht eine Verwaltungsgemeinschaft mit der Gemeinde Egglkofen.

### Eingemeindungen
Im Zuge der Gebietsreform in Bayern wurden am 1. Januar 1972 die Gemeinden Elsenbach, Feichten, Hörbering und Wiesbach eingegliedert. Am 1. Mai 1978 kamen Gebietsteile der aufgelösten Gemeinde Thambach dazu.

### Einwohnerentwicklung
Zwischen 1988 und 2018 wuchs die Stadt von 5371 auf 6243 Einwohner bzw. um 16,2 %.

## Politik
Die Gemeinde ist Mitglied und Sitz der Verwaltungsgemeinschaft Neumarkt-Sankt Veit.

### Stadtrat
Die Kommunalwahlen seit 2014 führten zu folgenden Ergebnissen:
| Wahljahr | Partei        | CSU    | SPD   | UWG    | Grüne | Gesamt | Wahlbeteiligung |
| -------- | ------------- | ------ | ----- | ------ | ----- | ------ | --------------- |
| 2014     | Stimmenanteil | 41,0 % | 7,8 % | 51,2 % | –     | 100 %  | 53,7 %          |
| 2014     | Sitze         | 8      | 2     | 10     | –     | 20     | 53,7 %          |
| 2020     | Stimmenanteil | 42,4 % | 9,0 % | 41,4 % | 7,1 % | 100 %  | 60,8 %          |
| 2020     | Sitze         | 8      | 2     | 9      | 1     | 20     | 60,8 %          |

### Bürgermeister
Erster Bürgermeister ist Erwin Baumgartner (UWG) (seit 2002). Bei der Kommunalwahl 2014 wurde er mit 67,5 % und 2020 in der Stichwahl mit 72,5 % der gültigen Stimmen im Amt bestätigt.

### Gemeindepartnerschaften
- Neumarkt-Sankt Veit unterhält seit dem 9. Juli 2002 eine Partnerschaft mit der italienischen Gemeinde Caneva in der Region Friaul-Julisch Venetien.

### Wappen
| Wappen der Stadt Neumarkt-Sankt Veit | Blasonierung: „Geteilt von Silber und Rot; oben ein wachsender, Feuer speiender blauer Panther“ |
| Wappen der Stadt Neumarkt-Sankt Veit | Wappenführung durch Neumarkt seit Anfang des 16. Jahrhunderts                                   |

## Sehenswürdigkeiten
Die Ortsanlage im Regelmaß des 13. Jahrhunderts wird von dem gestreckten Marktplatz beherrscht, der beiderseits durch Torbauten abgeriegelt ist. Mehrere Wohnhäuser sind dem Inn-Salzach-Stil zuzurechnen. Hier befindet sich die alte Pfarrkirche St. Johannes Baptist aus der zweiten Hälfte des 15. Jahrhunderts. Etwas abseits des Marktplatzes liegt das Kloster St. Veit, ein ehemaliges Benediktinerkloster und heutiges Altenheim. Die ehemalige Klosterkirche ist heute Pfarrkirche. Die Altstadt um den Stadtplatz bietet Sehenswürdigkeiten wie den Herzoglichen Kasten, der heute als Stadtbücherei und Veranstaltungshaus genutzt wird. Das alte Pfleggericht Schloss Adlstein beherbergt heute das Rathaus. Im großen Gemeindegebiet von über 60 Quadratkilometern gibt es viele Dörfer und Kleinode wie Teising mit einem Wasserschloss und einem alten Wallfahrtskircherl und Kapelle. Weiter ist die Filialkirche St. Maria in Elsenbach zu erwähnen, ein verputzter Backsteinbau vom Ende des 15. Jahrhunderts der Landshuter Schule mit hohem netzgewölbtem Innenraum und monumentalen spätgotischen Wandmalereien.
Auf einem KZ-Friedhof außerhalb des Ortes an der B 299 in Richtung Mühldorf sind 392 Häftlinge begraben, die in KZ-Außenlagern im Landkreis Mühldorf bei Zwangsarbeit in einer Flugzeugfabrik ums Leben kamen, woran Tafeln am Friedhofstor erinnern.

## Verkehr
Neumarkt-Sankt Veit liegt unmittelbar an der mit über 11.000 Kraftfahrzeugen befahrenen B 299. Zur Entlastung des historischen Stadtkerns wurde am 20. April 2009 mit dem Bau einer Ortsumgehung begonnen, die am 17. Dezember 2012 für den Verkehr freigegeben wurde. Bereits am 24. Oktober 2011 wurde deren Teilstück (B 299 Nord – St 2086) seiner Bestimmung übergeben. Als weitere wichtige regionale Verbindungsstraße durchquert die Staatsstraße St 2086 die Stadt in Ost-West-Richtung.
Mit Eröffnung der Bahnstrecke Mühldorf–Pilsting am 15. Oktober 1875 erhielt Neumarkt Anschluss an das Eisenbahnnetz und wurde in den folgenden Jahren mit dem Bau der Bahnstrecken Neumarkt–Landshut und Neumarkt–Passau zu einem Knotenpunkt.

## Sport

### TSV Neumarkt-Sankt Veit
In der Stadt gibt es den Turn- und Sportverein Neumarkt-Sankt Veit.

### Deutscher Alpenverein Rottal
Der Deutsche Alpenverein zählt zu den größten Vereinen in Neumarkt-St. Veit. Aufgegliedert ist er in die Bereiche Klettern, Bergsport und Schneetouren. Die Highlights sind die 240 m² große Kletterhalle und die Hütte im Zillertal.

### EC Schpana Crocodiles
Die EC Schpana Crocodiles haben sich zur Aufgabe gemacht, den Kindern und Jugendlichen den Eishockeysport näher zu bringen. Sie trainieren sowohl auf dem Eis als auch auf dem eigens errichteten Rollhockeyfeld. Mit ihrer äußerst engagierten Mannschaft konnten sie schon viele Erfolge verbuchen.

## Persönlichkeiten

### Söhne und Töchter der Stadt
- Veit Holzlechner (1574–1642), Seidensticker und Bürgermeister von Wittenberg
- Otto Aicher (1628–1705), Benediktiner
- Joseph Höchl (1777–1838), Baumeister und Bauunternehmer in München
- Josef Aschenbrenner (1798–1858), bayerischer Finanzminister
- August von Hauner (1811–1884), Kinderarzt und Hochschullehrer, Gründer des Dr. von Haunerschen Kinderspitals in München
- Karl Dietz (1890–1964), Verleger
- Georg Söll (1913–1997), katholischer Theologe und Salesianer Don Boscos
- Franz Brunhölzl (1924–2014), mittellateinischer Philologe
- Benno Hubensteiner (1924–1985), Historiker, wuchs in einem Haus in der heutigen Birkenstraße auf und schrieb darin sein berühmtes Buch „Bayerische Geschichte“
- Gregor Martin Lechner (1940–2017), Benediktiner, Kunsthistoriker und Universitätsprofessor
- Franz Ackermann (* 1963), Künstler
- Erich Winkler (* 1968), Behindertenradsportler

### Weitere Persönlichkeiten
- Manfred Hößl (* 1955), Kirchenmusiker und Herausgeber, lebt in Neumarkt-Sankt Veit